# Stammliste des Hauses Oldenburg
Stammliste des Hauses Oldenburg mit den in der Wikipedia vertretenen Personen und wichtigen Zwischengliedern.

## Linie Oldenburg (von Egilmar I. bis Johann I.)
1. Egilmar I. (1040–1108) ⚭ Richenza (* 1044)
  1. Christian († 1153)
  2. Egilmar II. (Oldenburg) (1070–1142) ⚭ Eilika von Werl-Rietberg
    1. Heinrich I. (Oldenburg-Wildeshausen) (1102–1167) ⚭ Salome von Zutphen-Geldern
      1. Gerhard I. von Oldenburg-Wildeshausen († 1219), 1192–1216 Bischof von Osnabrück, 1210–1219 Erzbischof von Bremen
      2. Otto I. Bischof von Münster 1203–1214
      3. Christiane ⚭ Wedekind von Stumpenhausen
      4. Beatrix († um 1224), 1207 Äbtissin von Bassum
      5. Heinrich II. (Oldenburg) († 1197) ⚭ Beatrix von Loccum-Hallermund
        1. Heinrich III. von Bruchhausen (X 1234), Graf von Bruchhausen ⚭ Ermtrud von Schoten-Breda
          1. Heinrich V. († um 1270), Graf von Neu-Bruchhausen ⚭ Irmgard von Hoya
            1. Gerhard I. († um 1310), Graf von Neu-Bruchhause

          2. Burchard († um 1262) wurde Domherr zu Verden
          3. Ludolf von Oldenburg-Bruchhausen († um 1278), Graf von Alt-Bruchhausen ⚭ Hedwig von Wölpe
            1. Otto († nach 1298), Graf von Alt-Bruchhausen

        2. Wilbrand von Oldenburg († 1233), 1211 Bischof von Paderborn, 1227 Bischof von Utrecht
        3. Egilmar († 1217), Domherr zu Münster, Propst von Friesland
        4. Burchard von Oldenburg-Wildeshausen († 1233), 1199 Graf von Wildeshausen, ⚭ Kunigunde von Schoten-Breda
          1. Sophie († nach 1252) ⚭ Otto II. von Ravensberg († 1244)
          2. Heinrich IV. (* vor 1233; † um 1271) ⚭ Elisabeth von Tecklenburg
          3. Wulbrand († nach dem 9. August 1230)
          4. Ludolph († nach dem 9. Juli 1279), Domherr in Utrecht.

      6. Otto I. von Oldenburg († 1218), Bischof von Münster

    2. Christian I. (Oldenburg), der Streitbare († 1167) ⚭ Kunigunde von Versfleth
      1. Moritz I. (Oldenburg) (1145–nach 1209) ⚭ Salome von Hochstaden-Wickrath
        1. Otto I. (Oldenburg) (1175–1251) ⚭ Mechthild von Woldenberg
          1. Heinrich († 1255)

        2. Hedwig († 1228) ⚭ Hildebold II. von Roden († um 1228)
        3. Salome († 1267), 1224 Äbtissin von Bassum
        4. Kunigunde († um 1290) ⚭ Giselbert II. Herr von Bronckhorst
        5. Christian II. (Oldenburg) (1184–1233) ⚭ Agnes von Altena-Isenberg
          1. Johann I. (Oldenburg) (1204–1270) ⚭ Richza von Hoya; → Nachkommen siehe unten, Linie Oldenburg
          2. Otto († um 1285)

      2. Christian von Oldenburg, der Kreuzfahrer († 1192)

    3. Beatrix (um 1124–vor 1184) ⚭ Friedrich von Ampfurt
    4. Eilika (um 1126–1189) ⚭ Heinrich I. (Tecklenburg)
    5. Otto (um 1130–1184), Dompropst in Bremen

  3. Gertrud († 1108)

## Linie Oldenburg (von Johann I. bis Dietrich)
1. Johann I. (Oldenburg) (* um 1204; † um 1270), Graf von Oldenburg in Oldenburg und Delmenhorst, ⚭ Richza von Hoya; → Vorfahren siehe oben, Linie Oldenburg
  1. Heilwig ⚭ Ekbert Graf von Tecklenburg-Bentheim († 1309/11) (Gerulfinger)
  2. Christian III. (Oldenburg) (1234–1285), Graf von Oldenburg, ⚭ Jutta von Bentheim
    1. Johann II. (Oldenburg) († 1315), Graf von Oldenburg, ⚭ (I) Elisabeth von Braunschweig-Lüneburg; ⚭ (II) Hedwig von Diepholz
      1. (I) Christian IV. (Oldenburg) († 1334), ⚭ Hedwig von Altbruchhausen
      2. (I) Johann III. (Oldenburg) († 1344), ⚭ Mechthild von Bronckhorst
        1. Johann IV. (Oldenburg) († nach 1356)
          1. Konrad († nach 1357)
          2. Otto († nach 1357)

        2. Christian († 1368)
        3. Wilhelm († um 1367)
        4. Otto († um 1345)

      3. (II) Konrad I. (Oldenburg) (1300–1347), Graf von Oldenburg, ⚭ Ingeborg von Holstein-Plön (1316–1343)
        1. Christian V. (Oldenburg) (1342–1399), Graf von Oldenburg, ⚭ Agnes von Hohnstein-Heringen (* um 1360; † 1404)
          1. Christian VI. (Oldenburg) (um 1378–1423)
          2. Dietrich von Oldenburg (1390–1440), Graf von Oldenburg, ⚭ Heilwig von Holstein (1400–1436); → Nachkommen siehe unten, Linie Oldenburg

        2. Konrad II. (Oldenburg) († 1402), Graf von Oldenburg, ⚭ Kunigunde
          1. Jutta († 1418)
          2. Kunigunde ⚭ Johann II. von Diepholz
          3. Johann († 1393)
          4. Moritz II. (Oldenburg) († 1420), ⚭ Elisabeth von Braunschweig

        3. Gerhard († 1368)
        4. Agnes († 1377)

      4. II) Moritz von Oldenburg (* ≤ 1316; † 1368), Kontrahent in der Bremer Erzbischofsfehde
      5. II) Gisela († 1350)
      6. II) Richarda

    2. Christian († 1314)
    3. Otto I. (Bremen) (* ≤ 1286; † 1348), Erzbischof von Bremen

  3. Moritz († 1319), Pfarrer in Wildeshausen
  4. Otto II. (Oldenburg-Delmenhorst) († 1304)

## Linie Oldenburg (von Dietrich an)
1. Dietrich von Oldenburg (1390–1440) ⚭ Heilwig von Holstein (1400–1436), Tochter von Gerhard VI. (Holstein-Rendsburg) (um 1367–1404); → Vorfahren siehe oben, Linie Oldenburg
  1. Adelheid (1425–1475) ⚭ (I) Graf Ernst III. von Hohnstein († 1454); ⚭ (II) Gebhard VI. von Mansfeld († 1492)
  2. Christian I. (Dänemark, Norwegen und Schweden) (1426–1481), König von Dänemark, Schweden und Norwegen ⚭ Dorothea von Brandenburg-Kulmbach (1430–1495), Tochter von Markgraf Johann (Brandenburg-Kulmbach) (1406–1464), gen. der Alchemist
    1. Olav (1450–1451)
    2. Knut (1451–1455)
    3. Johann I. (Dänemark, Norwegen und Schweden) (1455–1513) ⚭ Christina von Sachsen (1461–1521), Tochter von Kurfürst Ernst (Sachsen) (1441–1486)
      1. Johann (* 1479)
      2. Ernst
      3. Christian II. (Dänemark, Norwegen und Schweden) (1481–1559) ⚭ Isabella von Österreich (1501–1526), Tochter von König Philipp I. (Kastilien) (1478–1506)
        1. Christian (1516)
        2. Johann (1518–1531)
        3. Maximilian (1519)
        4. Philipp (1519)
        5. Dorothea von Dänemark und Norwegen (1520–1580) ⚭ Kurfürst Friedrich II. (Pfalz) (1482–1556)
        6. Christina von Dänemark (1521–1590) ⚭ Francesco II. Sforza (1495–1535)

      4. Jakob (* 1482)
      5. Elisabeth von Dänemark, Norwegen und Schweden (1485–1555) ⚭ Kurfürst Joachim I. (Brandenburg) (1484–1535)
      6. Franz (1497–1511)

    4. Margarethe von Dänemark (1456–1486) ⚭ König Jakob III. (Schottland) (1451–1488)
    5. Friedrich I. (Dänemark und Norwegen) (1471–1533) ⚭ (I) Anna von Brandenburg (1487–1514), Tochter von Kurfürst Johann Cicero (1455–1499); ⚭ (II) Sophia von Pommern (1498–1568), Tochter von Herzog Bogislaw X. (Pommern) (1454–1523)
      1. Christian III. (Dänemark und Norwegen) (1503–1559) ⚭ Dorothea von Sachsen-Lauenburg-Ratzeburg (1511–1571), Tochter von Herzog Magnus I. (Sachsen-Lauenburg) (1470–1543); → Nachkommen siehe unten, Königliche Linie (Dänemark)
      2. Dorothea (1504–1547) ⚭ Herzog Albrecht (Preußen) (1490–1568)
      3. Johann (Schleswig-Holstein-Hadersleben) (1521–1580), Herzog von Schleswig-Holstein-Hadersleben
      4. Elisabeth von Dänemark und Norwegen (1524–1586) ⚭ (I) Herzog Magnus III. (Mecklenburg) (1524–1550); ⚭ (II) Herzog Ulrich (Mecklenburg) (1527–1603)
      5. Adolf I. (Schleswig-Holstein-Gottorf) (1526–1586) ⚭ Christine von Hessen (1543–1604), Tochter von Philipp I. (Hessen) (1504–1567); → Nachkommen siehe unten, Herzogliche Linie (Schleswig-Holstein-Gottorf)
      6. Anna († 1535)
      7. Dorothea (1528–1575)
      8. Friedrich von Dänemark (1532–1556), Bischof von Hildesheim und Schleswig

  3. Moritz III. (Oldenburg-Delmenhorst) (1428–1464), Graf von Delmenhorst ⚭ Katharina von Hoya
  4. Gerd der Mutige (1430–1500), Graf von Oldenburg und Delmenhorst ⚭ Adelheid von Tecklenburg (um 1435–1477), Tochter von Graf Otto VII. (Tecklenburg) († um 1450); → Nachkommen siehe unten, Gräfliche Linie (Oldenburg)

## Königliche Linie Dänemark

### Königliche Linie Dänemark (von Christian III. bis Friedrich V.)
1. Christian III. (Dänemark und Norwegen) (1503–1559) ⚭ Dorothea von Sachsen-Lauenburg-Ratzeburg (1511–1571), Tochter von Herzog Magnus I. (Sachsen-Lauenburg) (1470–1543); → Vorfahren siehe oben, Linie Oldenburg
  1. Anna von Dänemark (1532–1585) ⚭ Kurfürst August (Sachsen) (1526–1586)
  2. Friedrich II. (Dänemark und Norwegen) (1534–1588) ⚭ Sophie von Mecklenburg (1557–1631), Tochter von Ulrich (Mecklenburg) (1527–1603)
    1. Elisabeth von Dänemark (1573–1626) ⚭ Herzog Heinrich Julius (Braunschweig-Wolfenbüttel) (1564–1613)
    2. Anna von Dänemark (1574–1619) ⚭ König Jakob I. (England) (1566–1625)
    3. Christian IV. (Dänemark und Norwegen) (1577–1648) ⚭ Anna Katharina von Brandenburg (1575–1612), Tochter von Kurfürst Joachim Friedrich (Brandenburg) (1546–1608)
      1. Friedrich (1599)
      2. Christian von Dänemark (1603–1647)
      3. Sophie (1605)
      4. Elisabeth (1606–1608)
      5. Friedrich III. (Dänemark und Norwegen) (1609–1670) ⚭ Sophie Amalie von Braunschweig-Calenberg (1628–1685), Tochter von Georg (Braunschweig-Calenberg) (1582–1641)
        1. Christian V. (Dänemark und Norwegen) (1646–1699) ⚭ Charlotte Amalie von Hessen-Kassel (1650–1714), Tochter von Wilhelm VI. (Hessen-Kassel) (1629–1663)
          1. Friedrich IV. (Dänemark und Norwegen) (1671–1730)
            1. Christian (1697–1698)
            2. Christian VI. (Dänemark und Norwegen) (1699–1746) ⚭ Sophie Magdalene von Brandenburg-Kulmbach (1700–1770), Tochter von Christian Heinrich (Brandenburg-Kulmbach) (1661–1708)
              1. Friedrich V. (Dänemark und Norwegen) (1723–1766); → Nachkommen siehe unten, Königliche Linie (Dänemark)
              2. Louise (1724)
              3. Louise von Dänemark (1726–1756) ⚭ Ernst Friedrich III. (Sachsen-Hildburghausen) (1727–1780)

            3. Friedrich Karl (1701–1702)
            4. Georg (1703–1704)
            5. Charlotte Amalie (1706–1782)
            6. Christiana Amalia (1723–1724)
            7. Frederik Christian (1726–1727)
            8. Karl (1728–1729)

          2. Christian (1672–1673)
          3. Christian (1675–1695)
          4. Sophia Hedwig von Dänemark (1677–1735)
          5. Christiane (1679–1689)
          6. Carl von Dänemark (1680–1729)
          7. Wilhelm (1687–1705)

        2. Anna Sophie von Dänemark (1647–1717) ⚭ Kurfürst Johann Georg III. (Sachsen) (1647–1691)
        3. Friederike Amalie von Dänemark (1649–1704) ⚭ Herzog Christian Albrecht (Schleswig-Holstein-Gottorf) (1641–1695)
        4. Wilhelmine Ernestine von Dänemark (1650–1706) ⚭ Kurfürst Karl II. (Pfalz) (1651–1685)
        5. Friedrich (1651–1652)
        6. Georg von Dänemark (1653–1708) ⚭ Königin Anne (Großbritannien) (1665–1714), Tochter von König Jakob II. (England) (1633–1701)
        7. Ulrike Eleonore von Dänemark (1656–1693) ⚭ König Karl XI. (Schweden) (1655–1697)
        8. Dorothea (1657–1658)

      6. Ulrich von Dänemark (1611–1633)

    4. Ulrich von Dänemark (1578–1624)
    5. Auguste Johann
    6. Augusta von Dänemark (1580–1639) ⚭ Herzog Johann Adolf (Schleswig-Holstein-Gottorf) (1575–1616)
    7. Hedwig von Dänemark (1581–1641) ⚭ Kurfürst Christian II. (Sachsen) (1583–1611)
    8. Johann (1583–1602)

  3. Magnus von Dänemark (1540–1583), König von Livland ⚭ Marie von Russland (1560–1597), Tochter von Wladimir von Staritsa
  4. Johann (Schleswig-Holstein-Sonderburg) (1545–1622); → Nachkommen siehe unten, Linie Schleswig-Holstein-Sonderburg
  5. Dorothea von Dänemark (1546–1617) ⚭ Herzog Wilhelm der Jüngere (Braunschweig-Lüneburg) (1535–1592)

### Königliche Linie Dänemark (von Friedrich V. an)
1. Friedrich V. (Dänemark und Norwegen) (1723–1766); → Vorfahren siehe oben, Königliche Linie (Dänemark)
  1. Christian (1745–1747)
  2. Sophie Magdalene von Dänemark (1746–1813) ⚭ König Gustav III. (Schweden) (1746–1792)
  3. Wilhelmine Karoline von Dänemark (1747–1820) ⚭ Kurfürst Wilhelm I. (Hessen-Kassel) (1743–1821)
  4. Christian VII. (Dänemark und Norwegen) (1749–1808) ⚭ Caroline Mathilde von Großbritannien, Irland und Hannover (1751–1775), Tochter von Friedrich Ludwig von Hannover (1707–1751)
    1. Friedrich VI. (Dänemark und Norwegen) (1768–1839) ⚭ Marie von Hessen-Kassel (1767–1852), Tochter von Landgraf Karl von Hessen-Kassel (1744–1836)
      1. Christian (1791)
      2. Maria Louisa (1792–1793)
      3. Caroline von Dänemark (1793–1881) ⚭ Kronprinz Ferdinand von Dänemark (1792–1863)
      4. Louise (1795)
      5. Christian (1797)
      6. Juliane Louise (1802)
      7. Friederike Maria (1805)
      8. Wilhelmine von Dänemark (1808–1891) ⚭ König Friedrich VII. (Dänemark) (1808–1863)

    2. Louise Auguste von Dänemark (1771–1843) ⚭ Herzog Friedrich Christian II. (Schleswig-Holstein-Sonderburg-Augustenburg) (1765–1814)

  5. Louise von Dänemark und Norwegen (1750–1831) ⚭ Landgraf Karl von Hessen-Kassel (1744–1836)
  6. Friedrich von Dänemark (1753–1805) ⚭ Sophie Friederike von Mecklenburg (1758–1794), Tochter von Prinz Ludwig zu Mecklenburg (1725–1778)
    1. Christian VIII. (Dänemark und Norwegen) (1786–1848) ⚭ (I) Charlotte Friederike von Mecklenburg-Schwerin (1784–1840), Tochter von Großherzog Friedrich Franz I. (Mecklenburg) (1756–1837); ⚭ (II) Caroline Amalie von Schleswig-Holstein-Sonderburg-Augustenburg (1796–1881), Tochter von Friedrich Christian II. (Schleswig-Holstein-Sonderburg-Augustenburg) (1765–1814)
      1. Christian Friedrich (1807)
      2. Friedrich VII. (Dänemark) (1808–1863); → Königliche Linie (Dänemark) im Mannesstamm erloschen

    2. Juliane Sophie von Dänemark (1788–1850) ⚭ Landgraf Wilhelm von Hessen-Philippsthal-Barchfeld (1786–1834)
    3. Louise Charlotte von Dänemark (1789–1864) ⚭ Wilhelm von Hessen (1787–1867), Gouverneur von Kopenhagen
    4. Ferdinand von Dänemark (1792–1863) ⚭ Caroline von Dänemark (1793–1881), Tochter von König Friedrich VI. (Dänemark und Norwegen) (1768–1839)

### Linie Schleswig-Holstein-Sonderburg
1. Johann (Schleswig-Holstein-Sonderburg) (1545–1622); → Vorfahren siehe oben, Königliche Linie (Dänemark)
 ⚭ (I) Elisabeth von Braunschweig-Grubenhagen (1550–1586), Tochter von Herzog Ernst III. (Braunschweig-Grubenhagen) (1518–1567)
 ⚭ (II) Agnes Hedwig von Anhalt (1573–1616), verwitwete Kurfürstin von Sachsen, Tochter von Fürst Joachim Ernst (Anhalt) (1536–1586)
  1. (I) Dorothea (1569–1593) ⚭ Herzog Friedrich IV. (Liegnitz) (1552–1596)
  2. (I) Christian (Schleswig-Holstein-Ærø) (1570–1633)
  3. (I) Ernst (1572–1596)
  4. (I) Alexander (Schleswig-Holstein-Sonderburg) (1573–1627)
    1. Johann Christian (Schleswig-Holstein-Sonderburg) (1607–1653) ⚭ Anna von Oldenburg (1605–1668), Tochter von Anton II. (Oldenburg-Delmenhorst) (1550–1619) – Franzhagener Linie
      1. Dorothea Auguste (1636–1662) ⚭ Georg III. (Hessen-Darmstadt)-Itter (1632–1676)
      2. Christiane Elisabeth (1638–1679) ⚭ Herzog Johann Ernst II. (Sachsen-Weimar) (1627–1683)
      3. Johann Friedrich (1639–1649)
      4. Christian Adolf (Schleswig-Holstein-Sonderburg-Franzhagen) (1641–1702) ⚭ Eleonore Charlotte von Sachsen-Lauenburg (1646–1709), Tochter von Prinz Franz Heinrich von Sachsen-Lauenburg (1604–1658)
        1. Leopold Christian (1678–1707) ⚭ (morg.) Anna Sophia Segelke (* 1684)
          1. Christian Ludwig (* 1704)
          2. Leopold Karl (1705–1737 ?)
          3. Christian Adolf (1706–1711)

        2. Ludwig Karl (1684–1708) ⚭ Anne Dorothea von Winterfeld (1670–1739)
          1. Eleanor Charlotte (1706–1708)
          2. Christian Adolph (1708–1709)

        3. Johann Franz (1685–1687)

    2. Heinrich Alexander (1608–1667) ⚭ Dorothea (Cathrine) Marie Heshus (morg.) – Schlesische Linie
      1. Dorothea Margaret (1645–1650)
      2. Ferdinand Leopold (1647–1702), Domherr in Breslau
      3. Auguste Sybille (1649–1672) ⚭ Ernst von Gelhorn (1619–1679)
      4. Marie Sybille (1650–1714) ⚭ (I) Ferdinand Oktavian of Wrbna und Freudenthal (1650–1692); ⚭ (II) Karl Anton Gianini, Marchese di Carpineto (1654–1742)
      5. Alexander Rudolf (1651–1727), Domherr in Breslau
      6. Georg Christian (1653–1696)
      7. Marie Eleanor Josepha (1656–1656)
      8. Leopold (1657–1658)
      9. Marie Eleanor Charlotte (1659–1697) ⚭ Ferdinand Julius Graf zu Salm-Neuberg (1650–1697)

    3. Ernst Günther (Schleswig-Holstein-Sonderburg-Augustenburg) (1609–1689) ⚭ Auguste von Schleswig-Holstein-Sonderburg-Glücksburg (1633–1701), Tochter von Herzog Philipp (Schleswig-Holstein-Sonderburg-Glücksburg) (1584–1663); → Nachkommen siehe unten, Linie Schleswig-Holstein-Sonderburg-Augustenburg
    4. Georg Friedrich (1611–1676)
    5. August Philipp (Schleswig-Holstein-Sonderburg-Beck) (1612–1675); → Nachkommen siehe unten, Linie Schleswig-Holstein-Sonderburg-Beck
    6. Adolf (1613–1616)
    7. Anna Elisabeth (1615–1616)
    8. Wilhelm Anton (1616)
    9. Sophie Katharina (1617–1696) ⚭ Graf Anton Günther (Oldenburg) (1583–1667)
    10. Eleonore Sabine (1619)
    11. Philipp Ludwig (Schleswig-Holstein-Sonderburg-Wiesenburg) (1620–1689) ⚭ Anna Margarete von Hessen-Homburg (1629–1686), Tochter von Landgraf Friedrich I. (Hessen-Homburg) (1585–1638) – Wiesenburg
      1. (Kind) (1645)
      2. Dorothea Elisabeth (1645–1725)
      3. Friedrich (Schleswig-Holstein-Sonderburg-Wiesenburg) (1651–1724) ⚭ Charlotte von Liegnitz-Brieg-Wohlau (1652–1707), Tochter von Herzog Christian (Liegnitz-Brieg) (1618–1672)
        1. Leopold (Schleswig-Holstein-Sonderburg-Wiesenburg) (1674–1744) ⚭ Marie Elisabeth von und zu Liechtenstein (1683–1744), Tochter von Prinz Johann Adam I. Andreas (Liechtenstein) (1657–1712)
          1. Therese (1713–1745) ⚭ Johann Aloys I. zu Oettingen-Spielberg (1707–1780)
          2. Eleanore (1715–1760) ⚭ Giuseppe Gonzaga de Guastalla (1690–1746)
          3. Gabrielle Felicitas (1716–1798) ⚭ Fürst Karl Friedrich (Fürstenberg-Mößkirch) (1714–1744)
          4. Antonia (1718–1765) ⚭ Fürst Karl Thomas zu Löwenstein-Wertheim-Rochefort (1714–1789)
          5. Hedwig (1721–1765)

      4. Georg Wilhelm (1652)
      5. Sophie Elisabeth (1653–1684) ⚭ Herzog Moritz (Sachsen-Zeitz) (1619–1681)
      6. Karl Ludwig (1654–1690)
      7. Eleonore Margarete (1655–1702) ⚭ Fürst Maximilian II. von Liechtenstein (1641–1709), Sohn von Hartmann von Liechtenstein (1613–1686)
      8. Christine Amalie (1656–1666)
      9. Anne Wilhelmine (1657)
      10. Johann Georg (1658)
      11. Leopold Georg (1660)
      12. Wilhelm Christian (1661–1711)
      13. Friederike Luise (1662–1663)
      14. Magdalene Sophie (1664–1720), Äbtissin in Quedlinburg
      15. Anna Friederike Philippine (1665–1748) ⚭ Friedrich Heinrich (Sachsen-Zeitz-Pegau-Neustadt) (1668–1713)
      16. (Kind) (1666)
      17. Johanne Magdalene Luise (1668–1732)

  5. (I) August (1574–1596)
  6. (I) Marie (1575–1640), Äbtissin in Itzehoe
  7. (I) Johann Adolf (Schleswig-Holstein-Norburg) (1576–1624)
  8. (I) Anne (1577–1616) ⚭ Herzog Bogislaw XIII. (Pommern) (1544–1606)
  9. (I) Sophie (1579–1658) ⚭ Herzog Philipp II. (Pommern) (1573–1618)
  10. (I) Elisabeth von Schleswig-Holstein-Sonderburg (1580–1653) ⚭ Herzog Bogislaw XIV. (Pommern) (1580–1637)
  11. (I) Friedrich von Schleswig-Holstein-Sonderburg-Norburg (1581–1658)
    1. Johann Bogislaw (Schleswig-Holstein-Norburg) (1629–1679)
    2. Elisabeth Juliane von Schleswig-Holstein-Sonderburg-Norburg (1634–1704) ⚭ Herzog Anton Ulrich (Braunschweig-Wolfenbüttel) (1633–1714)
    3. Dorothea Hedwig von Schleswig-Holstein-Sonderburg-Norburg (1636–1692) ⚭ Christoph von Rantzau (1623–1696)
    4. Christian August von Schleswig-Holstein-Sonderburg-Norburg (1639–1687)
    5. Luise Amoena (1642–1685) ⚭ Graf Johann Friedrich I. von Hohenlohe-Öhringen (1617–1702)
    6. Rudolf Friedrich (1645–1688) ⚭ Bibiana von Promnitz in Pless (1649–1685), Tochter von Graf Sigismund Siegfried von Promnitz in Pless
      1. Karl (1681–1682)
      2. Bibiana Amelia (1682–1683)
      3. Elisabeth Sophie Marie von Schleswig-Holstein-Norburg (1683–1767) ⚭ (I) Adolf August von Schleswig-Holstein-Plön (1680–1704), Sohn von Johann Adolf (Schleswig-Holstein-Sonderburg-Plön) (1634–1704); ⚭ (II) August Wilhelm (Braunschweig-Wolfenbüttel) (1662–1731)
      4. Ernst Leopold von Schleswig-Holstein-Sonderburg-Norburg (1685–1722), kaiserl. Generalfeldwachtmeister

  12. (I) Margarete (1583–1638) ⚭ Graf Johann VII. (Nassau-Siegen) (1561–1623)
  13. (I) Philipp (Schleswig-Holstein-Sonderburg-Glücksburg) (1584–1663) ⚭ Sophie Hedwig von Sachsen-Lauenburg (1601–1660), Tochter von Herzog Franz II. (Sachsen-Lauenburg) (1547–1619); → Nachkommen siehe unten, Ältere Linie Schleswig-Holstein-Sonderburg-Glücksburg
  14. (I) Albrecht (1585–1613)
  15. (II) Eleanore (1590–1669)
  16. (II) Anne Sabine (1593–1659) ⚭ Herzog Julius Friedrich (Württemberg-Weiltingen) (1588–1635)
  17. (II) Johann Georg (1594–1613)
  18. (II) Joachim Ernst (Schleswig-Holstein-Sonderburg-Plön) (1595–1671) ⚭ Dorothea Auguste von Schleswig-Holstein-Gottorf (1602–1682), Tochter von Herzog Johann Adolf (Schleswig-Holstein-Gottorf) (1575–1616); → Nachkommen siehe unten, Linie Schleswig-Holstein-Sonderburg-Plön
  19. (II) Dorothea Sybille (1597)
  20. (II) Dorothea Marie (1599–1600)
  21. (II) Bernhard (1601)
  22. (II) Agnes Magdalena (1602–1607)
  23. (II) Eleonore Sophie (1603–1675) ⚭ Christian II. (Anhalt-Bernburg) (1599–1656)

#### Linie Schleswig-Holstein-Sonderburg-Augustenburg
1. Ernst Günther (Schleswig-Holstein-Sonderburg-Augustenburg) (1609–1689) ⚭ Auguste von Schleswig-Holstein-Sonderburg-Glücksburg (1633–1701), Tochter von Herzog Philipp (Schleswig-Holstein-Sonderburg-Glücksburg) (1584–1663); → Vorfahren siehe oben, Linie Schleswig-Holstein-Sonderburg
  1. Friedrich (1652–1692)
  2. Sofie Amelie (1654–1655)
  3. Philip Ernst (1655–1677)
  4. Sofie Auguste (1657)
  5. Luise Charlotte (1658–1740) ⚭ Herzog Friedrich Ludwig (Schleswig-Holstein-Sonderburg-Beck) (1653–1728)
  6. Ernestine Justine (1659–1662)
  7. Ernst August (1660–1731)
  8. Dorothea Louise von Schleswig-Holstein-Sonderburg-Augustenburg (1663–1721), Äbtissin von Itzehoe
  9. Friedrich Wilhelm (Schleswig-Holstein-Sonderburg-Augustenburg) (1668–1714), Generalmajor ⚭ Sophie Amalie von Ahlefeldt zu Langeland (1675–1741), Tochter von Friedrich von Ahlefeldt (Gutsherr, 1623) (1623–1686)
    1. Christian August (Schleswig-Holstein-Sonderburg-Augustenburg) (1696–1754), General der Infanterie ⚭ Friederike Luise von Danneskiold-Samsoe (1699–1744), Tochter von Christian Gyldenløve (1674–1703)
      1. Friedrich Christian I. (Schleswig-Holstein-Sonderburg-Augustenburg) (1721–1794) ⚭ Charlotte von Schleswig-Holstein-Sonderburg-Plön (1744–1770), Tochter von Herzog Friedrich Karl (Schleswig-Holstein-Sonderburg-Plön) (1706–1761)
        1. Luise (1763–1764)
        2. Luise (1764–1815)
        3. Friedrich Christian II. (Schleswig-Holstein-Sonderburg-Augustenburg) (1765–1814) ⚭ Louise Auguste von Dänemark und Norwegen (1771–1843), Tochter von König Christian VII. (Dänemark und Norwegen) (1749–1808)
          1. Caroline Amalie von Schleswig-Holstein-Sonderburg-Augustenburg (1796–1881) ⚭ König Christian VIII. (Dänemark und Norwegen) (1786–1848)
          2. Christian August von Schleswig-Holstein-Sonderburg-Augustenburg (1798–1869) ⚭ Luise Sophie von Danneskjold-Samsöe (1796–1867), Tochter von Graf Christian Conrad Sophus von Danneskjold-Samsöe (1774–1823)
            1. Alexander Friedrich Georg (1821–1823)
            2. Luise Auguste (1823–1872)
            3. Friederike Marie (1824–1872)
            4. Karoline Amelie (1826–1901)
            5. Wilhelmine Friederike (1828–1829)
            6. Friedrich VIII. von Schleswig-Holstein (1829–1880) ⚭ Adelheid zu Hohenlohe-Langenburg (1835–1900), Tochter von Fürst Ernst I. zu Hohenlohe-Langenburg (1794–1860)
              1. Friedrich (1857–1858)
              2. Auguste Viktoria von Schleswig-Holstein-Sonderburg-Augustenburg (1858–1921) ⚭ Kaiser Wilhelm II. (Deutsches Reich) (1859–1941)
              3. Karoline Mathilde (1860–1932) ⚭ Friedrich Ferdinand (Schleswig-Holstein-Sonderburg-Glücksburg) (1855–1934)
              4. Gerhard (1862)
              5. Ernst Günther von Schleswig-Holstein-Sonderburg-Augustenburg (1863–1921) ⚭ Dorothea von Sachsen-Coburg (1881–1967), Tochter von Philipp von Sachsen-Coburg und Gotha (1844–1921)
              6. Louise Sophie von Schleswig-Holstein-Sonderburg-Augustenburg (1866–1952) ⚭ Friedrich Leopold von Preußen (1865–1931)
              7. Feodora von Schleswig-Holstein-Sonderburg-Augustenburg (1874–1910)

            7. Christian von Schleswig-Holstein-Sonderburg-Augustenburg (1831–1917) ⚭ Helena von Großbritannien und Irland (1846–1923), Tochter von Albert von Sachsen-Coburg und Gotha (1819–1861) und Königin Victoria (Vereinigtes Königreich) (1819–1901)
              1. Christian Victor von Schleswig-Holstein-Sonderburg-Augustenburg (1867–1900)
              2. Albert von Schleswig-Holstein-Sonderburg-Augustenburg (1869–1931); → Linie Schleswig-Holstein-Sonderburg-Augustenburg ausgestorben
              3. Helena Victoria von Schleswig-Holstein-Sonderburg-Augustenburg (1870–1948)
              4. Marie Louise von Schleswig-Holstein-Sonderburg-Augustenburg (1872–1956) ⚭ Prinz Aribert von Anhalt (1864–1933), Sohn von Herzog Friedrich I. (Anhalt) (1831–1904)
              5. Frederick Harald (1876)
              6. (Sohn) (1877)

            8. Henriette (1833–1917) ⚭ Prof. Dr. Friedrich von Esmarch (1823–1908)

          3. Friedrich Emil August von Schleswig-Holstein-Sonderburg-Augustenburg (1800–1865)

        4. Friedrich Karl Emil (1767–1841) ⚭ Sofie Eleonore Friederike, Gräfin von Scheel (1776–1836), Tochter von Baron Jürgen Erich von Scheel
          1. Friedrich August Emil (1802–1843)
          2. Charlotte Luise Dorothee Josephine (1803–1880)
          3. Pauline Victorie Anne Wilhelmine (1804–1887)
          4. Georg Erich (1805–1849)
          5. August (1805–1807)
          6. Julius (1807)
          7. Heinrich Karl Woldemar von Schleswig-Holstein-Sonderburg-Augustenburg (1810–1871), General der Kavallerie
          8. Amalie Eleonore Sophie Karoline (1813–1870)
          9. Sophie Bertha Clementine Auguste (1815–1861)

        5. Christian August von Schleswig-Holstein-Sonderburg-Augustenburg (1768–1810), Kronprinz von Schweden
        6. Sophie (1769)
        7. Karl (1770–1771)

      2. Emil August von Schleswig-Holstein-Sonderburg-Augustenburg (1722–1786), General der Infanterie
      3. Christian Ulrich (1723)
      4. Sophie Charlotte (1725–1752)
      5. Christine Ulrike (1727–1794)
      6. Sofie Magdalene (1731–1799)
      7. (Kind) (1732)
      8. Charlotte Amalie (1736–1815)
      9. (Kind) (1736)

    2. Charlotte Amalie Marie (1697–1760) ⚭ Herzog Philipp Ernst (Schleswig-Holstein-Sonderburg-Glücksburg) (1673–1729)
    3. Sofie Luise (1699–1765)
    4. Auguste Wilhelmine (1700)
    5. Friedrich Karl (1701–1702)

#### Linie Schleswig-Holstein-Sonderburg-Beck
1. August Philipp (Schleswig-Holstein-Sonderburg-Beck) (1612–1675); → Vorfahren siehe oben, Linie Schleswig-Holstein-Sonderburg
  1. Sophie Luise (1650–1714) ⚭ Friedrich zur Lippe-Brake (1638–1684), Sohn von Otto (Lippe-Brake) (1589–1657)
  2. August (Schleswig-Holstein-Sonderburg-Beck) (1652–1689) ⚭ Hedwig Luise von Schaumburg-Lippe (1650–1731), Tochter von Philipp I. (Schaumburg-Lippe) (1601–1681)
    1. Dorothea Henrietta (1678-um 1755)
    2. Friedrich Wilhelm I. (Schleswig-Holstein-Sonderburg-Beck) (1682–1719), Feldmarschall, gefallen ⚭ Marie Antonie Josefa Isnardi di Castello di Sanfre (1682–1732/62)
      1. Luise (1711–1712)
      2. (Kind) (1712–1713)
      3. (Kind) (1712–1713)
      4. Eugen (1714–1717)
      5. Charlotte (1715–1716)
      6. Maria Anna Leopoldine (1717–1759) ⚭ Manuel de Sousa e Calharis (1705–1759) (Begründet Linie: de Sousa Holstein)
      7. Johanna Amalie (1719–1774) ⚭ Graf Emanuel Silva-Tarouca (1691–1771), Hofbaudirektor

  3. Friedrich Ludwig (Schleswig-Holstein-Sonderburg-Beck) (1653–1728) ⚭ Luise Charlotte von Schleswig-Holstein-Sonderburg-Augustenburg (1658–1740), Tochter von Ernst Günther (Schleswig-Holstein-Sonderburg-Augustenburg) (1609–1689)
    1. Dorothea von Schleswig-Holstein-Sonderburg-Beck (1685–1761) ⚭ Markgraf Georg Friedrich Karl (Brandenburg-Bayreuth) (1688–1735)
    2. Friedrich Wilhelm II. (Schleswig-Holstein-Sonderburg-Beck) (1687–1749) ⚭ Ursula Anna von Dohna-Schlodien (1700–1761), Tochter von Graf Christoph I. zu Dohna-Schlodien (1665–1733)
      1. Sophie Charlotte (1722–1763)
      2. Friedrich Wilhelm III. (Schleswig-Holstein-Sonderburg-Beck) (1723–1757), gefallen

    3. Friedrich Ludwig (1688)
    4. Sophie Charlotte (1689–1693)
    5. Karl Ludwig (Schleswig-Holstein-Sonderburg-Beck) (1690–1774) ⚭ Anna Karolina Orzelska (1707–1769), uneheliche Tochter von König August II. (Polen) (1670–1733)
      1. Karl Friedrich (1732–1772)

    6. Amelie Auguste (1691–1693)
    7. Philipp Wilhelm (1693–1729)
    8. Luise Albertine (1694–1773) ⚭ Albert Siegmund von Seeguth-Stanisławski (1688–1768)
    9. Peter August (Schleswig-Holstein-Sonderburg-Beck) (1697–1775) ⚭ (I) Sophie von Hessen-Philippsthal (1695–1728), Tochter von Philipp (Hessen-Philippsthal) (1655–1721); ⚭ (II) Natália Nikolaievna Golovin (1724–1767), Tochter von Graf Nicholas Fedorovich Golovin
      1. Karl (1724–1726)
      2. Karl Anton August von Schleswig-Holstein-Sonderburg-Beck (1727–1759) ⚭ Friederike von Dohna-Schlobitten (1738–1786), Tochter von Burggraf Albrecht Christian von Dohna-Schlobitten (1698–1752)
        1. Friedrich Karl Ludwig (Schleswig-Holstein-Sonderburg-Beck) (1757–1816) ⚭ Friederike Amalie von Schlieben (1757–1827), Tochter von Graf Leopold von Schlieben (1723–1788)
          1. Friederike (1780–1862) ⚭ Freiherr Samuel von Richthofen (1769–1808)
          2. Luise (1783–1803) ⚭ Ferdinand (Anhalt-Köthen) (1769–1830)
          3. Friedrich Wilhelm (Schleswig-Holstein-Sonderburg-Glücksburg) (1785–1831) ⚭ Luise Karoline von Hessen-Kassel (1789–1867), Tochter von Karl von Hessen-Kassel (1744–1836); → Nachkommen siehe unten, Jüngere Linie Schleswig-Holstein-Sonderburg-Glücksburg

      3. Ulrike Amelie Wilhelmine (* 1726; † jung)
      4. Peter (1743–1751)
      5. Alexander (1744)
      6. Katharina von Holstein-Beck (1750–1811) ⚭ Ivan Sergeevich Bariatinsky

    10. Sophie Henriette (1698–1768) ⚭ Burggraf Albrecht Christian von Dohna-Schlobitten (1698–1752)
    11. Charlotte (1700–1785), Äbtissin von Quedlinburg

  4. Dorothea Amelie (1656–1739) ⚭ Graf Philipp Ernst von Schaumburg-Lippe (1659–1723), Sohn von Philipp I. (Schaumburg-Lippe) (1601–1681)
  5. Sophie Eleonore von Schleswig-Holstein-Sonderburg-Beck (1658–1744)
  6. Luise Clara (1662–1729)
  7. Maximilian Wilhelm (1664–1692)
  8. Anton Günther (1666–1744)
  9. Ernst Casimir (1668–1695) ⚭ Maria Christine von Prösing († 1696)

##### Jüngere LinieSchleswig-Holstein-Sonderburg-Glücksburg
1. Friedrich Wilhelm (Schleswig-Holstein-Sonderburg-Glücksburg) (1785–1831) ⚭ Luise Karoline von Hessen-Kassel (1789–1867), Tochter von Karl von Hessen-Kassel (1744–1836); → Vorfahren siehe oben, Linie Schleswig-Holstein-Sonderburg-Beck
  1. Luise Marie (1810–1869) ⚭ 1837 (I) Graf Friedrich von Lasperg ⚭ 1846 (II) Graf Peter Alfred von Hohenthal (1806–1860)
  2. Friederike von Schleswig-Holstein-Sonderburg-Glücksburg (1811–1902) ⚭ Herzog Alexander Carl (Anhalt-Bernburg) (1805–1863)
  3. Karl (Schleswig-Holstein-Sonderburg-Glücksburg) (1813–1878) ⚭ Wilhelmine von Dänemark und Norwegen (1808–1891), Tochter von König Friedrich VI. (Dänemark und Norwegen) (1768–1839)
  4. Friedrich (Schleswig-Holstein-Sonderburg-Glücksburg) (1814–1885) ⚭ Adelheid von Schaumburg-Lippe (1821–1899), Tochter von Georg Wilhelm (Schaumburg-Lippe) (1784–1860)
    1. Auguste (1844–1932) ⚭ Wilhelm von Hessen-Philippsthal-Barchfeld (1831–1890)
    2. Friedrich Ferdinand (Schleswig-Holstein-Sonderburg-Glücksburg) (1855–1934) ⚭ Karoline Mathilde von Schleswig-Holstein-Sonderburg-Augustenburg (1860–1932), Tochter von Friedrich VIII. von Schleswig-Holstein (1829–1880)
      1. Viktoria Adelheid von Schleswig-Holstein-Sonderburg-Glücksburg (1885–1970) ⚭ Carl Eduard (Sachsen-Coburg und Gotha) (1884–1954)
      2. Alexandra Viktoria von Schleswig-Holstein-Sonderburg-Glücksburg (1887–1957) ⚭ August Wilhelm von Preußen (1887–1949)
      3. Helena von Schleswig-Holstein-Sonderburg-Glücksburg (1888–1962) ⚭ Harald von Dänemark (1876–1949)
      4. Adelheid (1889–1964) ⚭ Fürst Friedrich zu Solms-Baruth (1886–1951)
      5. Wilhelm Friedrich zu Schleswig-Holstein (1891–1965) ⚭ Marie Melita zu Hohenlohe-Langenburg (1899–1967), Tochter von Fürst Ernst II. zu Hohenlohe-Langenburg (1863–1950)
        1. Hans Albrecht, Erbprinz zu Schleswig-Holstein (1917–1944)
        2. Wilhelm Alfred Ferdinand Prinz zu Schleswig-Holstein-Sonderburg-Glücksburg (1919–1926)
        3. Peter Herzog zu Schleswig-Holstein (1922–1980) ⚭ Marie-Alix Prinzessin zu Schaumburg-Lippe (* 1923)
          1. Marita Prinzessin zu Schleswig-Holstein (* 1948) ⚭ Wilfred Freiherr von Plotho
          2. Christoph Prinz zu Schleswig-Holstein, Herzog zu Schleswig-Holstein-Sonderburg-Glücksburg (1949–2023) ⚭ Elisabeth Prinzessin zur Lippe-Weißenfeld
            1. Sophie (* 1983) ⚭ Anders Wahlquist, *1968
            2. Friedrich Ferdinand (* 1985) ⚭ Anjuta Buchholz (* 1987)
              1. Alfred (* 2019)
              2. Albrecht

            3. Constantin (* 1986) ⚭ Sophia von Schulenburg (* 1990)
              1. Tassilo (* 2023)

            4. Leopold (* 1991) ⚭ Alix Preuss-Neudorf

          3. Alexander (* 1953) ⚭ Barbara Fertsch (1961–2009)
            1. Helena (* 1995)
            2. Julian (* 1997)

          4. Ingeborg zu Schleswig-Holstein (* 1956) ⚭ Nikolaus Broschek

        4. Marie Alexandra (1927–2000) ⚭ Douglas Barton-Miller

      6. Karoline Mathilde (1894–1972) ⚭ Graf Hans zu Solms-Baruth (1893–1972), Sohn von Fürst Friedrich II. zu Solms-Baruth (1853–1920)

    3. Luise (1858–1936) ⚭ Prinz Georg Viktor (Waldeck-Pyrmont) (1831–1893)
    4. Marie (1859–1941)
    5. Albert zu Schleswig-Holstein-Sonderburg-Glücksburg (1863–1948)
      1. Marie Luise (1908–1969)
      2. Friedrich Wilhelm (1909–1940), gefallen
      3. Johann Georg (1911–1941), gefallen
      4. Friedrich Ferdinand Prinz zu Schleswig-Holstein-Sonderburg-Glücksburg (1913–1989) ⚭ Anastasia von Mecklenburg-Schwerin (1923–1979), Tochter von Großherzog Friedrich Franz IV. (Mecklenburg) (1882–1945)
        1. Elisabeth Marie Alexandra (* 1945) ⚭ Ferdinand Heinrich Prinz zu Ysenburg-Büdingen-Wächtersbach (1940–1989)
        2. Irene Olga Adelheid (* 1946)
        3. Margaretha Friederike Luise (* 1948)
        4. Sibylla Ursula Ortrude (* 1955) ⚭ Dieter Franz

      5. Ortrud zu Schleswig-Holstein (1925–1980) ⚭ Prinz Ernst August von Hannover (1914–1987)

  5. Wilhelm (1816–1893)
  6. Christian IX. (1818–1906), König von Dänemark ⚭ Louise von Hessen (1817–1898), Tochter von Landgraf Wilhelm von Hessen-Kassel-Rumpenheim (1787–1867), Gouverneur von Kopenhagen
    1. Friedrich VIII. (Dänemark) (1843–1912) ⚭ Louise von Schweden-Norwegen (1851–1926), Tochter von König Karl XV. (Schweden) (1826–1872)
      1. Christian X. (1870–1947) ⚭ Alexandrine von Mecklenburg-Schwerin (1879–1952), Tochter von Friedrich Franz III. (Mecklenburg) (1851–1897)
        1. Friedrich IX. (1899–1972) ⚭ Ingrid von Schweden (1910–2000), Tochter von König Gustav VI. Adolf (Schweden) (1882–1973)
          1. Margrethe II. (* 1940) ⚭ Henri Laborde de Monpezat (1934–2018)
            1. Frederik X. (* 1968) ⚭ Mary Donaldson (* 1972)
              1. Christian zu Dänemark (* 2005)
              2. Isabella zu Dänemark (* 2007)
              3. Vincent zu Dänemark (* 2011)
              4. Josephine zu Dänemark (* 2011)

            2. Joachim von Dänemark (* 1969) ⚭ (I) Alexandra von Frederiksborg (* 1964); ⚭ (II) Marie Cavallier (* 1976)
              1. (I) Nikolai von Monpezat (* 1999)
              2. (I) Felix von Monpezat (* 2002)
              3. (II) Henrik von Monpezat (* 2009)
              4. (II) Athena von Monpezat (* 2012)

          2. Benedikte von Dänemark (* 1944) ⚭ Richard zu Sayn-Wittgenstein-Berleburg (1934–2017)
          3. Anne-Marie von Dänemark (* 1946) ⚭ König Konstantin II. (Griechenland) (1940–2023)

        2. Knut von Dänemark (1900–1976) ⚭ Caroline Mathilde von Dänemark (1912–1995), Tochter von Harald von Dänemark (1876–1949)
          1. Elisabeth von Dänemark (1935–2018)
          2. Ingolf von Rosenborg (* 1940) ⚭ Inge Terney (1938–1996)
          3. Christian von Rosenborg (1942–2013) ⚭ Anne Dorte Maltoft-Nielsen (1947–2014)
            1. Josephine (* 1972) ⚭ Thomas Christian Schmidt
            2. Camilla von Rosenborg (* 1972) ⚭ Mikael Rosanes m.2nd 28. August 2018 Ivan Ottesen
            3. Feodora (* 1975) ⚭ (I) Eric Hervé Patrice Patt; ⚭ (II) Morten Rønnow

      2. Haakon VII. (1872–1957), geb. Carl, König von Norwegen ⚭ Maud von Großbritannien und Irland (1869–1938), Tochter von König Eduard VII. (1841–1910)
        1. Olav V. (1903–1991) ⚭ Märtha von Schweden (1901–1954), Tochter von Oskar Karl Wilhelm von Schweden (1861–1951), Herzog von Westergotland
          1. Ragnhild von Norwegen (1930–2012) ⚭ Erling S. Lorentzen (* 1923)
          2. Astrid von Norwegen (* 1932) ⚭ Johan Martin Ferner (1927–2015)
          3. Harald V. (* 1937) ⚭ Sonja Haraldsen (* 1937)
            1. Märtha Louise von Norwegen (* 1971) ⚭ Ari Behn (1972–2019)
            2. Haakon von Norwegen (* 1973) ⚭ Mette-Marit Tjessem Høiby (* 1973)
              1. Ingrid Alexandra von Norwegen (* 2004)
              2. Sverre Magnus von Norwegen (* 2005)

      3. Louise von Dänemark (1875–1906) ⚭ Prinz Friedrich zu Schaumburg-Lippe (1868–1945)
      4. Harald von Dänemark (1876–1949) ⚭ Helene von Schleswig-Holstein-Sonderburg-Glücksburg (1888–1962), Tochter von Friedrich Ferdinand (Schleswig-Holstein-Sonderburg-Glücksburg) (1855–1934)
        1. Feodora von Dänemark (1910–1975) ⚭ Christian zu Schaumburg-Lippe (1898–1974), Sohn von Friedrich zu Schaumburg-Lippe (1868–1945)
        2. Caroline Mathilde von Dänemark (1912–1995) ⚭ Knut von Dänemark (1900–1976)
        3. Alexandrine-Louise von Dänemark (1914–1962) ⚭ Luitpold Alfred Graf zu Castell-Castell (1904–1941), Sohn von Graf Otto zu Castell-Castell
        4. Gorm von Dänemark (1919–1991)
        5. Oluf von Rosenborg (1923–1990) ⚭ Dorrit Puggaard Müller (1926–2013), mit der Heirat Graf von Rosenborg
          1. Ulrik Graf von Rosenborg (* 1950) ⚭ Tove Waigner Larsen (* 1950)
            1. Katharina von Rosenborg (* 1981)
            2. Philip von Rosenborg (* 1986)

          2. Charlotte Gräfin von Rosenborg (* 1953) ⚭ Torben Gyldenfeldt Wulff (* 1954)

      5. Ingeborg Charlotte von Dänemark (1878–1958) ⚭ Prinz Carl von Schweden (1861–1951)
      6. Thyra von Dänemark (Prinzessin, 1880)
      7. Gustav von Dänemark (1887–1944)
      8. Dagmar von Dänemark (1890–1961) ⚭ Jørgen Castenskiold (1893–1978)

    2. Alexandra von Dänemark (1844–1925) ⚭ König Eduard VII. (1841–1910)
    3. Georg I. (Griechenland) (1845–1913), geb. Wilhelm, König von Griechenland ⚭ Olga Konstantinowna Romanowa (1851–1926), Tochter von Konstantin Nikolajewitsch Romanow (1827–1892)
      1. Konstantin I. (Griechenland) (1868–1923) ⚭ Sophie von Preußen (1870–1932), Tochter von Kaiser Friedrich III. (Deutsches Reich) (1831–1888)
        1. Georg II. (Griechenland) (1890–1947) ⚭ Elisabeth von Rumänien (1894–1956), Tochter von König Ferdinand I. (Rumänien) (1865–1927)
        2. Alexander (Griechenland) (1893–1920) ⚭ Aspasia Manos (1896–1972)
          1. Alexandra von Griechenland (1921–1993) ⚭ Peter II. (Jugoslawien) (1923–1970)

        3. Elena von Griechenland (1896–1982) ⚭ König Karl II. (Rumänien) (1893–1953)
        4. Paul (Griechenland) (1901–1964) ⚭ Friederike von Hannover (1917–1981), Tochter von Ernst August (Braunschweig) (1887–1953)
          1. Sophia von Griechenland (* 1938) ⚭ König Juan Carlos I. (Spanien) (* 1938)
          2. Konstantin II. (Griechenland) (1940–2023) ⚭ Anne-Marie von Dänemark (* 1946), Tochter von König Friedrich IX. (Dänemark) (1899–1972)
            1. Alexia von Griechenland (* 1965) ⚭ Carlos Morales (* 1970)
            2. Paul von Griechenland (1967)  (* 1967) ⚭ Marie-Chantal Miller (* 1968), Tochter von Robert Warren Miller (* 1933)
              1. Maria Olympia (* 1996),
              2. Konstantin Alexios (* 1998)
              3. Achileas Andreas (* 2000)
              4. Odysseas Kimon (* 2004)
              5. Aristidis Stavros (* 2008)

            3. Nikolaos von Griechenland (* 1969) ⚭ Tatiana Blatnik (* 1980)
            4. Theodora von Griechenland (* 1983)
            5. Philippos (* 1986)

          3. Irene von Griechenland (* 1942)

        5. Irene von Griechenland (1904–1974) ⚭ Aimone, 4. Herzog von Aosta und Herzog von Spoleto (1900–1948)
        6. Katharina von Griechenland (1913–2007) ⚭ Richard Campbell-Brandam (1911–1994)

      2. Georg von Griechenland (1869–1957) ⚭ Marie Bonaparte (1882–1962), Tochter von Roland Bonaparte (1858–1924)
        1. Peter (1908–1980) ⚭ Irene Ovtchinnikova (1900–1990)
        2. Eugenie (1910–1989) ⚭ Raimundo della Torre e Tasso (1907–1986), Sohn von Alexander von Thurn und Taxis (1881–1937)

      3. Alexandra von Griechenland und Dänemark (1870–1891) ⚭ Pawel Alexandrowitsch Romanow (1860–1919)
      4. Nikolaus von Griechenland (1872–1938) ⚭ Jelena Wladimirowna Romanowa (1882–1957), Tochter von Großfürst Wladimir Alexandrowitsch Romanow (1847–1909)
        1. Olga von Griechenland (1903–1997) ⚭ Paul von Jugoslawien (1893–1976)
        2. Elisabeth (1904–1955) ⚭ Karl Theodor zu Toerring-Jettenbach (1900–1967)
        3. Marina, Duchess of Kent (1906–1968) ⚭ George, 1. Duke of Kent (1902–1942)

      5. Maria von Griechenland und Dänemark (1876–1940) ⚭ Georgi Michailowitsch Romanow (1863–1919)
      6. Olga (1880)
      7. Andreas von Griechenland (1882–1944) ⚭ Alice von Battenberg (1885–1969), Tochter von Louis Mountbatten, 1. Marquess of Milford Haven (1854–1921)
        1. Margarita von Griechenland (1905–1981) ⚭ Prinz Gottfried zu Hohenlohe-Langenburg (1897–1960)
        2. Theodora von Griechenland sen. (1906–1969) ⚭ Berthold Markgraf von Baden (1906–1963)
        3. Cecilia von Griechenland (1911–1937) ⚭ Georg Donatus von Hessen-Darmstadt (1906–1937) (siehe auch Flugunfall von Ostende)
        4. Sophie von Griechenland (1914–2001) ⚭ (I) Christoph von Hessen (1901–1943); ⚭ (II) Georg Wilhelm von Hannover (1915–2006)
        5. Philip Mountbatten, Duke of Edinburgh (1921–2021) ⚭ Königin Elisabeth II. (1926–2022), Tochter von König Georg VI. (Vereinigtes Königreich) (1895–1952); → Nachkommen siehe  Stammliste des Hauses Windsor

      8. Christoph von Griechenland (1888–1940) ⚭ Franziska von Frankreich (1902–1953), Tochter von Jean Pierre Clément Marie d’Orléans, duc de Guise (1874–1940)
        1. Michael von Griechenland (1939–2024) ⚭ Marina Karella (* 1940)
          1. Alexandra (* 1968) ⚭ Nicolas Mirzayantz (* 1963)
          2. Olga (* 1971) ⚭ Aimone von Savoyen (* 1967), Sohn von Amadeus von Savoyen (1943–2021)

    4. Dagmar von Dänemark (1847–1928) ⚭ Zar Alexander III. (Russland) (1845–1894)
    5. Thyra von Dänemark (Prinzessin, 1853) ⚭ Ernst August von Hannover (1845–1923)
    6. Waldemar von Dänemark (1858–1939) ⚭ Marie d’Orléans (1865–1909), Tochter von Robert d’Orléans, duc de Chartres (1840–1910)
      1. Aage (1887–1940) ⚭ Mathilde Emilie Francesca Maria Calvi (1885–1949), Tochter von Carlo Giorgio Calvi, Count Calvi di Bergolo
      2. Axel von Dänemark (1888–1964) ⚭ Margaretha von Schweden (1899–1977), Tochter von Prinz Carl von Schweden (1861–1951)
        1. Georg (1920–1986) ⚭ Anne Bowes-Lyon (1917–1980), Enkelin von Claude Bowes-Lyon, 14. Earl of Strathmore and Kinghorne (1855–1944)
        2. Flemming (1922–2002) ⚭ Alice Ruth Nielsen (1924–2010)

      3. Erik (1890–1950) ⚭ Lois Frances Booth (1897–1941), Tochter von John Frederick Booth
      4. Viggo (1893–1970) ⚭ Eleonora Green (1895–1966), Tochter von Dr. James Oliver Green
      5. Margaretha von Dänemark (1895–1992) ⚭ Prinz René von Bourbon-Parma (1894–1962), Sohn von Robert I. (Parma) (1848–1907)

  7. Luise (1820–1894)
  8. Julius (1824–1903) ⚭ Elisabeth von Ziegesar (1856–1887), Tochter von Wolf von Ziegesar
  9. Johann (1825–1911)
  10. Nikolaus (1828–1849)

#### Ältere Linie Schleswig-Holstein-Sonderburg-Glücksburg
1. Philipp (Schleswig-Holstein-Sonderburg-Glücksburg) (1584–1663) ⚭ Sophie Hedwig von Sachsen-Lauenburg (1601–1660), Tochter von Herzog Franz II. (Sachsen-Lauenburg) (1547–1619); → Vorfahren siehe oben, Linie Schleswig-Holstein-Sonderburg
  1. Johann (1625–1640)
  2. Franz (1626–1651)
  3. Christian (Schleswig-Holstein-Sonderburg-Glücksburg) (1627–1698) ⚭ (I) Sibylle Ursula von Braunschweig-Wolfenbüttel (1629–1671), Tochter von Herzog August II. (Braunschweig-Wolfenbüttel) (1579–1666); ⚭ (II) Agnes Hedwig von Schleswig-Holstein-Plön (1640–1698), Tochter von Joachim Ernst (Schleswig-Holstein-Sonderburg-Plön) (1595–1671)
    1. Friedrich August (1664)
    2. Sophie Amalia (1668)
    3. Philipp Ernst (Schleswig-Holstein-Sonderburg-Glücksburg) (1673–1729) ⚭ (I) Christiane von Sachsen-Eisenberg (1679–1722), Tochter von Herzog Christian (Sachsen-Eisenberg) (1653–1707); ⚭ (II) Charlotte Amalie Marie von Schleswig-Holstein-Sonderburg-Augustenburg (1697–1760), Tochter von Friedrich Wilhelm (Schleswig-Holstein-Sonderburg-Augustenburg) (1668–1714), Generalmajor
      1. Christiana Ernestine (1699–1750)
      2. Friedrich (Schleswig-Holstein-Sonderburg-Glücksburg) (1701–1766), dänischer General der Infanterie ⚭ Henriette Auguste von Lippe (1725–1777), Tochter von Simon Heinrich Adolf (Lippe) (1694–1734)
        1. Sophie Magdalene (1746–1810)
        2. Friedrich Heinrich Wilhelm (Schleswig-Holstein-Sonderburg-Glücksburg) (1747–1779) ⚭ Anne Karoline von Nassau-Saarbrücken (1751–1824), Tochter von Wilhelm Heinrich (Nassau-Saarbrücken) (1718–1768); → Ältere Linie Schleswig-Holstein-Sonderburg-Glücksburg ausgestorben
        3. Luise Charlotte (1749–1812) ⚭ Fürst Karl Georg Lebrecht (Anhalt-Köthen) (1730–1789), Feldmarschalleutnant
        4. Juliana Wilhelmine (1754–1823) ⚭ Prinz Ludwig Wilhelm Geldricus Ernst zu Bentheim und Steinfurt (1756–1817)
        5. Simon Ludwig (1756–1760)

      3. Christian Philip (1702–1703)
      4. Karl Ernst (1706–1761)
      5. Luise Sophie Friederike (1709–1782)
      6. Charlotte Amalia (1710–1777)
      7. Sophie Dorothea (1714–1736)
      8. Christian Ernst (1724–1726)

    4. Sophie Auguste (1674–1713)
    5. Charlotte Johanna (1676)
    6. Christian (1678–1679)
    7. Joachim Adolph (1679–1681)
    8. Christian August (1681–1714)
    9. Friedrich Wilhelm (1682–1688)

  4. Maria Elisabeth (1628–1664) ⚭ Georg Albrecht von Brandenburg-Kulmbach (1619–1666)
  5. Karl Albrecht (1629–1631)
  6. Sophie Hedwig von Schleswig-Holstein-Sonderburg-Glücksburg (1630–1652) ⚭ Herzog Moritz (Sachsen-Zeitz) (1619–1681)
  7. Adolph (1631–1658)
  8. Auguste (1633–1701) ⚭ Herzog Ernst Günther (Schleswig-Holstein-Sonderburg-Augustenburg) (1609–1689)
  9. Christiana von Schleswig-Holstein-Sonderburg-Glücksburg (1634–1701) ⚭ Herzog Christian I. (Sachsen-Merseburg) (1615–1691)
  10. Dorothea Sophie von Schleswig-Holstein-Sonderburg-Glücksburg (1636–1689) ⚭ (I) Herzog Christian Ludwig (Braunschweig-Lüneburg) (1622–1665); ⚭ (II) Kurfürst Friedrich Wilhelm (Brandenburg) (1620–1688)
  11. Magdalene (1639–1640)
  12. Hedwig (1640–1671)
  13. Anne Sabine (1641–1642)
  14. Anne (1643–1644)

#### Linie Schleswig-Holstein-Sonderburg-Plön
1. Joachim Ernst (Schleswig-Holstein-Sonderburg-Plön) (1595–1671) ⚭ Dorothea Auguste von Schleswig-Holstein-Gottorf (1602–1682), Tochter von Herzog Johann Adolf (Schleswig-Holstein-Gottorf) (1575–1616); → Vorfahren siehe oben, Linie Schleswig-Holstein-Sonderburg
  1. Johann Adolf (Schleswig-Holstein-Sonderburg-Plön) (1634–1704) ⚭ Dorothea Sophie von Braunschweig-Wolfenbüttel (1653–1722), Tochter von Herzog Rudolf August (Braunschweig-Wolfenbüttel) (1627–1704)
    1. Adolf August (1680–1704) ⚭ Elisabeth Sophie Marie von Schleswig-Holstein-Norburg (1683–1767), Tochter von Rudolf Friedrich von Schleswig-Holstein-Norburg (1645–1688)
      1. Leopold August (1702–1706)

    2. Joachim Ernst (1681–1682)
    3. Johann Ulrich (1684)
    4. Auguste Elisabeth (1686–1689)
    5. Christian Karl (1690–1704)
    6. Dorothea Sophie von Schleswig-Holstein-Plön (1692–1765) ⚭ Herzog Adolf Friedrich III. (Mecklenburg) (1686–1752)

  2. August (Schleswig-Holstein-Sonderburg-Norburg-Plön) (1635–1699) ⚭ Elisabeth Charlotte von Anhalt-Harzgerode (1647–1723), Tochter von Fürst Friedrich (Anhalt-Harzgerode) (1613–1670)
    1. Joachim Friedrich (Schleswig-Holstein-Sonderburg-Plön) (1668–1722)
      1. Christiane Luise (1713–1778) ⚭ Graf Albrecht Ludwig Friedrich von Hohenlohe-Weikersheim

    2. Auguste Elisabeth (1669–1709), Nonne in Herford
    3. Charlotte Sophie (1672–1720)
    4. Christian Karl (1674–1706) ⚭ Dorothea Christine von Aichelburg (1674–1762), Tochter von Johann Franz von Aichelburg
      1. Friedrich Karl (Schleswig-Holstein-Sonderburg-Plön) (1706–1761) ⚭ Christiane Armgardis von Reventlow (1711–1779), Tochter von Graf Christian Detlev von Reventlow (1671–1738), Oberpräsident von Altona; → Linie Schleswig-Holstein-Sonderburg-Plön ausgestorben
        1. Sophie Christine Luise (1732–1757), Nonne in Quedlinburg
        2. Friederike Sophie Charlotte (1736–1769) ⚭ Graf Georg Ludwig II. von Erbach-Schönberg (1723–1777)
        3. Christian Karl (1738–1740)
        4. (Kind) (1741)
        5. Charlotte (1744–1770) ⚭ Herzog Friedrich Christian I. (Schleswig-Holstein-Sonderburg-Augustenburg) (1721–1794)
        6. Luise Albertine (1748–1769) ⚭ Friedrich Albrecht (Anhalt-Bernburg) (1735–1796)

    5. Dorothea Johanna (1676–1727) ⚭ Fürst Wilhelm von Nassau-Dillenburg (1670–1724)

  3. Ernestine (1636–1696)
  4. Joachim Ernst II. (1637–1700) Rethwisch ⚭ Isabella Margareta Franziska von Merode-Westerloo (1649–1701)
    1. Jakob August Renatus (1682)
    2. Johann Ernst Ferdinand (1684–1729) ⚭ Marie Celestine de Merode (1679–1725)

  5. Bernhard von Schleswig-Holstein-Sonderburg-Plön (1639–1676)
  6. Agnes Hedwig (1640–1698) ⚭ Herzog Christian (Schleswig-Holstein-Sonderburg-Glücksburg) (1627–1698)
  7. Karl Heinrich (1642–1655)
  8. Sophie Eleonore (1644–1729) ⚭ Graf Wolfgang Julius (Hohenlohe-Neuenstein) (1622–1698), Generalfeldmarschall

## Linie Schleswig-Holstein-Gottorf
1. Adolf I. (Schleswig-Holstein-Gottorf) (1526–1586), Herzog von Schleswig-Holstein-Gottorf ⚭ Christine von Hessen (1543–1604), Tochter von Philipp I. (Hessen) (1504–1567); → Vorfahren siehe oben, Linie Oldenburg
  1. Friedrich II. (Schleswig-Holstein-Gottorf) (1568–1587)
  2. Sophia von Schleswig-Holstein-Gottorf (1569–1634) ⚭ Herzog Johann VII. (Mecklenburg) (1558–1592)
  3. Philipp (Schleswig-Holstein-Gottorf) (1570–1590)
  4. Christine von Schleswig-Holstein-Gottorf (1573–1625) ⚭ König Karl IX. (Schweden) (1550–1611)
  5. Elisabeth (1574–1587)
  6. Johann Adolf (Schleswig-Holstein-Gottorf) (1575–1616) ⚭ Augusta von Dänemark (1580–1639), Tochter von König Friedrich II. (Dänemark und Norwegen) (1534–1588)
    1. Friedrich III. (Schleswig-Holstein-Gottorf) (1597–1659) ⚭ Maria Elisabeth von Sachsen (1610–1684), Tochter von Johann Georg I. (Sachsen) (1585–1656)
      1. Sophie Auguste von Schleswig-Holstein-Gottorf (1630–1680) ⚭ Fürst Johann VI. (Anhalt-Zerbst) (1621–1667)
      2. Magdalena Sibylla von Schleswig-Holstein-Gottorf (1631–1719) ⚭ Herzog Gustav Adolf (Mecklenburg) (1633–1695)
      3. Johann Adolf (1632–1633)
      4. Marie Elisabeth von Schleswig-Holstein-Gottorf (1634–1665) ⚭ Ludwig VI. (Hessen-Darmstadt) (1630–1678)
      5. Friedrich (1635–1654)
      6. Hedwig Eleonora von Schleswig-Holstein-Gottorf (1636–1715) ⚭ König Karl X. Gustav (1622–1660)
      7. Adolf Gustav (1637)
      8. Johann Georg (Schleswig-Holstein-Gottorf) (1638–1655), Fürstbischof von Lübeck.
      9. Anna Dorothea (1640–1713)
      10. Christian Albrecht (Schleswig-Holstein-Gottorf) (1641–1695) ⚭ Friederike Amalie von Dänemark (1649–1704), Tochter von König Friedrich III. (Dänemark und Norwegen) (1609–1670)
        1. Sophie Amalie (1670–1710) ⚭ Herzog August Wilhelm (Braunschweig-Wolfenbüttel) (1662–1731)
        2. Friedrich IV. (Schleswig-Holstein-Gottorf) (1671–1702) ⚭ Hedwig Sophia von Pfalz-Zweibrücken (1681–1708), Tochter von König Karl XI. (Schweden) (1655–1697)
          1. Karl Friedrich (Schleswig-Holstein-Gottorf) (1700–1739) ⚭ Anna Petrowna (1708–1728), Tochter von Zar Peter I. (Russland) (1672–1725); → Nachkommen siehe Stammliste des Hauses Romanow-Holstein-Gottorp

        3. Christian August von Schleswig-Holstein-Gottorf (1673–1726) ⚭ Albertine Friederike von Baden-Durlach (1682–1755), Tochter von Friedrich VII. Magnus (Baden-Durlach) (1647–1709)
          1. Hedwig Sophie (1705–1764), Äbtissin von Herford
          2. Karl August von Schleswig-Holstein-Gottorf (1706–1727), Bischof von Lübeck
          3. Friederike Amalia (1708–1731)
          4. Anne (1709–1758) ⚭ Wilhelm von Sachsen-Gotha-Altenburg (1701–1771), kaiserlicher Generalfeldzeugmeister
          5. Adolf Friedrich (Schweden) (1710–1771), König von Schweden ⚭ Luise Ulrike von Preußen (1720–1782), Tochter von König Friedrich Wilhelm I. (Preußen) (1688–1740); → Nachkommen siehe unten, Ältere Linie Holstein-Gottorp
          6. Friedrich August (Oldenburg) (1711–1785) ⚭ Ulrike Friederike Wilhelmine von Hessen-Kassel (1722–1787), Tochter von Maximilian von Hessen-Kassel (1689–1753)
            1. Peter Friedrich Wilhelm (Oldenburg) (1754–1823), 1785–1823 Herzog von Oldenburg (unter Vormundschaft seines Cousins Peter Friedrich Ludwig (1755–1829))
            2. Luise Caroline (1756–1759)
            3. Hedwig von Schleswig-Holstein-Gottorf (1759–1818) ⚭ König Karl XIII. (Schweden) (1748–1818)

          7. Johanna Elisabeth von Schleswig-Holstein-Gottorf (1712–1760) ⚭ Christian August (Anhalt-Zerbst) (1690–1747)
          8. Friederike Sophie (1713)
          9. Wilhelm Christian (1716–1719)
          10. Friedrich Conrad (1718)
          11. Georg Ludwig von Schleswig-Holstein-Gottorf (1719–1763) ⚭ Sophie Charlotte von Schleswig-Holstein-Sonderburg-Beck (1722–1763), Tochter von Friedrich Wilhelm II. (Schleswig-Holstein-Sonderburg-Beck) (1687–1749)
            1. Friedrich (1751–1752)
            2. Wilhelm (1753–1774)
            3. Peter Friedrich Ludwig (Peter I.) (1755–1829), ab 1785 Prinzregent, ab 1815 Großherzog von Oldenburg ⚭ Friederike von Württemberg (1765–1785), Tochter von Herzog Friedrich Eugen (Württemberg) (1732–1797); → Nachkommen siehe unten, Jüngere Linie Holstein-Gottorp

        4. Marie Elisabeth von Schleswig-Holstein-Gottorf (1678–1755), Äbtissin zu Quedlinburg

      11. Gustav Ulrich (1642)
      12. Christine Sabine (1643–1644)
      13. August Friedrich von Schleswig-Holstein-Gottorf (1646–1705), Fürstbischof von Lübeck ⚭ Christine von Sachsen-Weißenfels (1656–1698), Tochter von Herzog August (Sachsen-Weißenfels) (1614–1680)
      14. Adolf (1647–1648)
      15. Elisabeth Sofie (1647)
      16. Augusta Maria von Schleswig-Holstein-Gottorf (1647–1728) ⚭ Friedrich VII. Magnus (Baden-Durlach) (1647–1709)

    2. Elisabeth Sofie (1599–1627) ⚭ Herzog August (Sachsen-Lauenburg) (1577–1656)
    3. Adolf (1600–1631)
    4. Dorothea Auguste (1602–1682) ⚭ Herzog Joachim Ernst (Schleswig-Holstein-Sonderburg-Plön) (1595–1671)
    5. Hedwig (1603–1657) ⚭ Pfalzgraf August (Pfalz-Sulzbach) (1582–1632)
    6. Anna (1605–1623)
    7. Johann X. von Schleswig-Holstein-Gottorf (1606–1655) ⚭ Julia Felicitas von Württemberg-Weiltingen (1619–1661), Tochter von Herzog Julius Friedrich (Württemberg-Weiltingen) (1588–1635)
      1. Christine Auguste Sabine (1642–1650)
      2. Julius Adolf Friedrich (1643–1644)
      3. Johann Julius Friedrich (1646–1647)
      4. Johann August (1647–1686)

    8. Christian (1609–??)

  7. Anna von Schleswig-Holstein-Gottorf (1575–1610) ⚭ Graf Enno III. (Ostfriesland) (1563–1625)
  8. Christian (1576–1577)
  9. Agnes (1578–1627)
  10. Johann Friedrich von Schleswig-Holstein-Gottorf (1579–1634), Erzbischof von Bremen

### Ältere Linie Holstein-Gottorp
1. Adolf Friedrich (Schweden) (1710–1771), König von Schweden ⚭ Luise Ulrike von Preußen (1720–1782), Tochter von König Friedrich Wilhelm I. (Preußen) (1688–1740); → Vorfahren siehe oben, Schleswig-Holstein-Gottorf
  1. Gustav III. (Schweden) (1746–1792) ⚭ Sophie von Dänemark (1746–1813), Tochter von König Friedrich V. (Dänemark und Norwegen) (1723–1766)
    1. Gustav IV. Adolf (Schweden) (1778–1837) ⚭ Friederike Dorothea von Baden (1781–1826), Tochter von Markgraf Karl Ludwig von Baden (1755–1801)
      1. Gustav von Schweden (Wasa) (1799–1877), Prinz von Wasa ⚭ Luise von Baden (1811–1854), Tochter von Karl Ludwig Friedrich (Baden) (1786–1818)
        1. (Sohn) (1832)
        2. Carola von Wasa-Holstein-Gottorp (1833–1907) ⚭ König Albert (Sachsen) (1828–1902)

      2. Sophie Wilhelmine von Schleswig-Holstein-Gottorf (1801–1865) ⚭ Großherzog Leopold (Baden) (1790–1852)
      3. Karl Gustav (1802–1805)
      4. Amalie Marie (1805–1853)
      5. Cäcilie von Schweden (1807–1844) ⚭ Großherzog Paul Friedrich August (August I.) (1783–1853)

    2. Karl Gustav (1782–1783)

  2. Karl XIII. (Schweden) (1748–1818) ⚭ Hedwig von Schleswig-Holstein-Gottorf (1759–1818), Tochter von Herzog Friedrich August (Oldenburg) (1711–1785); → Ältere Linie Holstein-Gottorp ausgestorben
    1. Karl Adolf (1798)
    2. (adoptiert) Christian August von Schleswig-Holstein-Sonderburg-Augustenburg (1768–1810)
    3. (adoptiert) Karl XIV. Johann (Schweden) (1763–1844) ⚭ Désirée Clary (1777–1860), Tochter von François Clary († 1794); → Nachkommen siehe Haus Bernadotte

  3. Friedrich Adolf (1750–1803), Herzog von Ostergötland
  4. Sophie Albertine von Schweden (1753–1829), Äbtissin von Quedlinburg

### Jüngere Linie Holstein-Gottorp
1. Peter I. (Oldenburg) (1755–1829), Großherzog von Oldenburg ⚭ Friederike von Württemberg (1765–1785), Tochter von Herzog Friedrich Eugen (Württemberg) (1732–1797); → Vorfahren siehe oben, Schleswig-Holstein-Gottorf
  1. August I. (Oldenburg) (1783–1853), 1829–1853 Großherzog von Oldenburg ⚭ (I) Adelheid von Anhalt (1800–1820); ⚭ (II) Ida von Anhalt (1804–1828), beide Töchter von Viktor II. Karl Friedrich (Anhalt-Bernburg-Schaumburg-Hoym) (1767–1812); ⚭ (III) Cäcilie von Schweden (1807–1844), Tochter von Gustav IV. Adolf (Schweden) (1778–1837)
    1. (I) Amalie von Griechenland (1818–1875) ⚭ König Otto (Griechenland) (1815–1867)
    2. (I) Elisabeth Marie Friederike (1820–1891) ⚭ Baron Maximilian von Washington (1829–1903)
    3. (II) Peter II. (Oldenburg) (1827–1900), 1853–1900 Großherzog von Oldenburg ⚭ Elisabeth von Sachsen-Altenburg (1826–1896), Tochter von Herzog Joseph (Sachsen-Altenburg) (1789–1868)
      1. Friedrich August (Oldenburg, Großherzog) (1852–1931), 1900–1918 Großherzog von Oldenburg, 1918–1931 Chef des Hauses Oldenburg ⚭ (I) Elisabeth Anna von Preußen (1857–1895), Tochter von Prinz Friedrich Karl Nikolaus von Preußen (1828–1885); ⚭ (II) Elisabeth zu Mecklenburg (1869–1955), Tochter von Großherzog Friedrich Franz II. (Mecklenburg) (1823–1883)
        1. (I) Sophie Charlotte von Oldenburg (1879–1964) ⚭ Eitel Friedrich von Preußen (1883–1942)
        2. (I) Margarete (1881–1882)
        3. (II) Nikolaus Friedrich Wilhelm von Oldenburg (1897–1970), 1900–1918 Erbgroßherzog von Oldenburg, 1931–1970 Chef des Hauses Oldenburg ⚭ (I) Helene von Waldeck-Pyrmont (1899–1948), Tochter von Fürst Friedrich (Waldeck-Pyrmont) (1865–1946); ⚭ (II) Anne-Marie von Schutzbar gen. Milchling, geschiedene Gräfin Bernstorff (1903–1991)
          1. (I) Anton Günther Herzog von Oldenburg (1923–2014), 1970–2014 Chef des Hauses Oldenburg ⚭ Amelie Prinzessin zu Löwenstein-Wertheim-Freudenberg (1923–2016), Tochter von Udo Prinz zu Löwenstein-Wertheim-Freudenberg (1896–1980)
            1. Helene (* 1953)
            2. Christian Herzog von Oldenburg (* 1955), seit 2014 Chef des Hauses Oldenburg ⚭ Caroline Gräfin von Rantzau (* 1962)
              1. Alexander (* 1990)
              2. Philipp (* 1991)
              3. Anton Friedrich (* 1993)
              4. Katharina (* 1997)

          2. (I) Rixa (1924–1939)
          3. (I) Peter Friedrich August Max (1926–2016)
            1. Friedrich August (* 1952) ⚭ Belinda Tatham Warter (* 1954)
              1. Anastasia (* 1982) ⚭ Mark Low
              2. Alice (* 1986) ⚭ Philipp Macioca (* 1983)
              3. Cara (* 1993)

            2. Margarete (* 1954) ⚭ Philippe Prinz von Croy (* 1957)
            3. Nikolaus (* 1955) ⚭ Anna Dyckerhoff (* 1958)
              1. Christoph (* 1985)
              2. Georg (* 1990)
              3. Oskar (* 1991)

            4. Georg Moritz (* 1957)

          4. (I) Eilika (1928–2016) ⚭ Emich VII. Fürst zu Leiningen (1926–1991)
          5. (I) Egilmar Friedrich (* 1934)
          6. (I) Friedrich August Wilhelm Christian Ernst (1936–2017) ⚭ (I) Marie-Cécile Prinzessin von Preußen (* 1942), Tochter von Prinz Louis Ferdinand von Preußen (1907–1994); ⚭ (II) Donata Gräfin zu Castell-Rüdenhausen (1950–2015), Tochter von Siegfried Fürst zu Castell-Rüdenhausen (1916–2007), Witwe von Louis Ferdinand Prinz von Preußen (1944–1977) und Mutter von Georg Friedrich Prinz von Preußen (* 1976)
            1. (I) Paul (* 1969) ⚭ María del Pilar Méndez de Vigo y Löwenstein-Wertheim-Rosenberg (* 1970)
              1. Kirill Friedrich-August (* 2002)
              2. Karl Jakobus Leo Wilfried Josef Maria (* 2004)
              3. Paul-Maria (* 2005)
              4. Maria Assunta (* 2007)
              5. Louis Ferdinand (* 2012)

            2. (I) Rixa (* 1970) ⚭ Stephan Franciscus Sanders (* 1964)
            3. (I) Bibiane (* 1974) ⚭ Peter Dorner (* 1972)

          7. (I) Altburg (* 1938) ⚭ Rüdiger Freiherr von Erffa
          8. (I) Huno (* 1940) ⚭ Felicitas-Anita Gräfin Schwerin von Krosigk (* 1941)
            1. Beatrix von Storch geb. Herzogin von Oldenburg (* 1971) ⚭ Sven von Storch (* 1970)
            2. Sophie (* 1972) ⚭ Joseph Maria von Radowitz (* 1969)

          9. (I) Johann Friedrich Adolf (* 1940) ⚭ Ilka Gräfin zu Ortenburg (* 1942)
            1. Eilika (* 1972) ⚭ Georg von Habsburg (* 1964)
            2. Tatiana (* 1974) ⚭ Axel de Chavagnac (* 1967)
            3. Konstantin Nikolaus Alram Heinrich Hubertus (* 1975) ⚭ Esther Sánchez Calvo

        4. (II) Friedrich August (1900)
        5. (II) Alexandrine (1900)
        6. (II) Ingeborg Alix von Oldenburg (1901–1996) ⚭ Stephan von Schaumburg-Lippe (1891–1965), Sohn von Georg (Schaumburg-Lippe) (1846–1911)
        7. (II) Altburg Marie Mathilde (1903–2001) ⚭ Josias zu Waldeck und Pyrmont (1896–1967), SS-Obergruppenführer

      2. Georg Ludwig von Oldenburg (1855–1939)

    4. (III) Alexander Friedrich Gustav (1834–1835)
    5. (III) Nikolaus Friedrich August (1836–1837)
    6. (III) Elimar (1844–1895) ⚭ Natalie Vogel von Friesenhof (1854–1937), Tochter von Gustav Vogel von Friesenhof

  2. Georg von Oldenburg (1784–1812) ⚭ Katharina Pawlowna (1788–1819), Tochter von Zar Paul I. (Russland) (1754–1801)
    1. Friedrich Paul Alexander (1810–1829)
    2. Peter von Oldenburg (1812–1881) ⚭ Theresa von Nassau-Weilburg (1815–1871), Tochter von Herzog Wilhelm I. (Nassau) (1792–1839)
      1. Alexandra von Oldenburg (1838–1900) ⚭ Nikolai Nikolajewitsch Romanow (1831–1891)
      2. Nikolaus (1840–1886) ⚭ Maria Bulatzelly (1845–1907)
      3. Maria Friederike Cäcilie (1842–1843)
      4. Alexander von Oldenburg (1844–1932) ⚭ Eugenia Maximilianowna von Leuchtenberg (1845–1925), Tochter von Maximilian de Beauharnais (1817–1852)
        1. Peter von Oldenburg (1868–1924) ⚭ Olga Alexandrowna Romanowa (1882–1960), Tochter von Zar Alexander III. (Russland) (1845–1894)

      5. Katharine Friederike Pauline (1846–1866)
      6. Georg Friedrich Alexander (1848–1871)
      7. Konstantin (1850–1906) ⚭ Agrafena Djaparidze (1855–1962), Gräfin Zarnekau
      8. Therese Friederike Olga (1852–1883) ⚭ Georg de Beauharnais (1852–1912), Herzog von Leuchtenberg

## Gräfliche Linie (Oldenburg)
1. Gerd der Mutige (1430–1500), Graf von Oldenburg und Delmenhorst ⚭ Adelheid von Tecklenburg (um 1435–1477), Tochter von Graf Otto VII. (Tecklenburg) († um 1450); → Vorfahren siehe oben, Linie Oldenburg
  1. Gerhard (1454–1470)
  2. Dietrich (1456–1463)
  3. Adolf (Oldenburg-Delmenhorst) (1458–1500), Graf von Oldenburg-Delmenhorst, gefallen in der Schlacht bei Hemmingstedt
  4. Christian (1459–1492)
  5. Johann V. (Oldenburg) (1460–1526) ⚭ Anna von Anhalt († 1531), Tochter von Fürst Georg I. (Anhalt-Zerbst) (1390–1474)
    1. Johann VI. (Oldenburg) (1501–1548)
    2. Anna von Oldenburg (1501–1575) ⚭ Graf Enno II. (Ostfriesland) (1505–1540)
    3. Georg (1503–1551)
    4. Christoph von Oldenburg (1504–1566)
    5. Anton I. (Oldenburg) (1505–1573) ⚭ Sophie von Sachsen-Lauenburg (1521–1571), Tochter von Herzog Magnus I. (Sachsen-Lauenburg) (1470–1543)
      1. Katharina (1538–1620) ⚭ Albrecht II. von Hoya (1526–1563)
      2. Anna (1539–1579) ⚭ Johann Günther I. (Schwarzburg-Sondershausen) (1532–1586)
      3. Johann VII. (Oldenburg) (1540–1603) ⚭ Elisabeth von Schwarzburg (1541–1612), Tochter von Graf Günther XL. (Schwarzburg) (1499–1552)
        1. Johann Friedrich (1578–1580)
        2. Anna Sofie (1579–1639)
        3. Marie Elisabeth (1581–1619)
        4. Katharina (1582–1644) ⚭ Herzog August (Sachsen-Lauenburg) (1577–1656)
        5. Anton Günther (Oldenburg) (1583–1667) ⚭ Sophie Katharina von Schleswig-Holstein-Sonderburg (1617–1696), Tochter von Herzog Alexander (Schleswig-Holstein-Sonderburg) (1573–1627); Liaison mit Freiin Elisabeth von Ungnad-Weißenwolf; → Gräfliche Linie (Oldenburg) ausgestorben; → uneheliche Nachkommen siehe unten, Linie Aldenburg
        6. Magdalene von Oldenburg (1585–1657) ⚭ Fürst Rudolf (Anhalt-Zerbst) (1576–1621)

      4. Christian (1544–1570), Mönch
      5. Klara (1547–1598)
      6. Anton II. (Oldenburg-Delmenhorst) (1550–1619) ⚭ Sibylla Elisabeth von Braunschweig-Dannenberg (1576–1630), Tochter von Heinrich (Braunschweig-Dannenberg) (1533–1598)
        1. Sophie Ursula (1601–1642) ⚭ Graf Albrecht Friedrich (Barby-Mühlingen) (1597–1641)
        2. Katharina Elisabeth (1603–1649), Äbtissin in Gandersheim
        3. Anton Heinrich (1604–1622)
        4. Anna (1605–1668) ⚭ Herzog Johann Christian von Schleswig-Holstein-Franzhagen (1607–1653), Sohn von Herzog Alexander (Schleswig-Holstein-Sonderburg) (1573–1627)
        5. Klara (1606–1647) ⚭ Herzog August Philipp (Schleswig-Holstein-Sonderburg-Beck) (1612–1675)
        6. Sibylle Marie (1608–1640), Nonne in Herford
        7. Dorothea (1609–1636)
        8. Sidonie (1611–1650) ⚭ Herzog August Philipp (Schleswig-Holstein-Sonderburg-Beck) (1612–1675)
        9. Christian IX. (Oldenburg-Delmenhorst) (1612–1647)
        10. Emilie von Oldenburg (1614–1670) ⚭ Graf Ludwig Günther I. (Schwarzburg-Rudolstadt) (1581–1646)
        11. Juliane (1615–1691) ⚭ Manfred (Württemberg-Weiltingen) (1626–1662), Sohn von Herzog Julius Friedrich (Württemberg-Weiltingen) (1588–1635)

  6. Otto (1464–1500), gefallen in der Schlacht bei Hemmingstedt
  7. Elisabeth (1468–1505)
  8. Anna (1469–1505)
  9. Irmgard (1471–1522)
  10. Hedwig (1473–1502) ⚭ Edo Wiemken der Jüngere (1454–1511), Regent der Herrschaft Jever
  11. Adelheid (1475–1513)

### Linie Aldenburg
1. Anton Günther (Oldenburg) (1583–1667) ⚭ Sophie Katharina von Schleswig-Holstein-Sonderburg (1617–1696), Tochter von Herzog Alexander (Schleswig-Holstein-Sonderburg) (1573–1627); Liaison mit: Freiin Elisabeth von Ungnad-Weißenwolf; → Vorfahren siehe oben, Gräfliche Linie (Oldenburg)
  1. aus Liaison: Anton I., Reichsgraf von Aldenburg (1633–1680) ⚭ (I) Gräfin Auguste Johanna von Sayn-Wittgenstein-Hohenstein (1638–1669), Tochter von Graf Johann VIII. von Sayn-Wittgenstein-Hohenstein (1601–1657); ⚭ (II) Prinzessin Charlotte Amélie de la Trémouille (1652–1732), Tochter von Herzog Henri Charles de La Trémoille (1620–1672)
    1. (I) Gräfin Antoinette Auguste von Aldenburg (1660–1701/1710) ⚭ Graf Ulrich Friedrich Gyldenlöwe (1638–1704) unehelicher Sohn von König Friedrich III. (Dänemark und Norwegen) (1609–1670)
    2. (I) Gräfin Sophia Elisabeth von Aldenburg (1661–1730) ⚭ Graf Franz Heinrich Frydag zu Gödens (1643–1694), Sohn von Freiherr Franz Ico von Frydag zu Gödens (1606–1652)
    3. (I) Gräfin Dorothea Justina von Aldenburg (1663–1735) ⚭ Freiherr Anton Wolf von Haxthausen (1647–1694)
    4. (I) Gräfin Louisa Charlotte von Aldenburg (1664–1730/1732) ⚭ (I) Christoph Bjelke (1654–1704), Sohn von Henrik Bjelke (1615–1683) ⚭ (II) Graf Gerhard von Dernath (1666–1740)
    5. (I) Gräfin Wilhelmine Juliane von Aldenburg (1665–1746) ⚭ Graf Georg Ernst Wedel von Jarlsberg (1666–1717), Sohn von Freiherr Gustav Wilhelm von Wedel (1641–1717)
    6. (II) Anton II., Reichsgraf von Aldenburg (1681–1738) ⚭ (I) Freiin Anna Wilhelmina von Innhausen und Knyphausen (1690–1718), Tochter von Freiherr Karl Ferdinand von Innhausen und Knyphausen (1669–1717); ⚭ (II) Landgräfin Wilhelmine Marie von Hessen-Homburg (1678–1770), Tochter von Landgraf Friedrich II. von Hessen-Homburg (1633–1708)
      1. (II) Gräfin Charlotte Sophie von Aldenburg (1715–1800) ⚭ Wilhelm, Reichsgraf von Bentinck (1704–1774), Sohn von Johann Wilhelm Bentinck, 1. Earl of Portland (1648–1709)